# Svartgul silkesflugsnappare
Svartgul silkesflugsnappare (Phainoptila melanoxantha) är en fågel i familjen silkesflugsnappare inom ordningen tättingar.<

## Bildgalleri

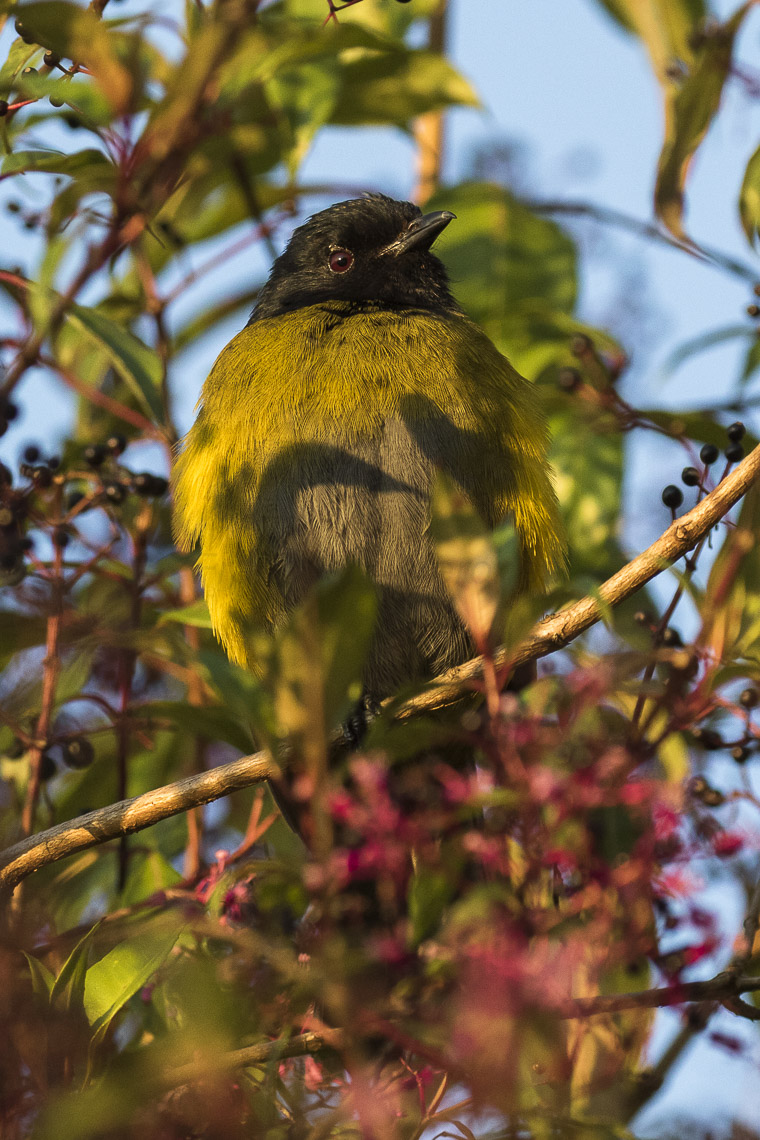
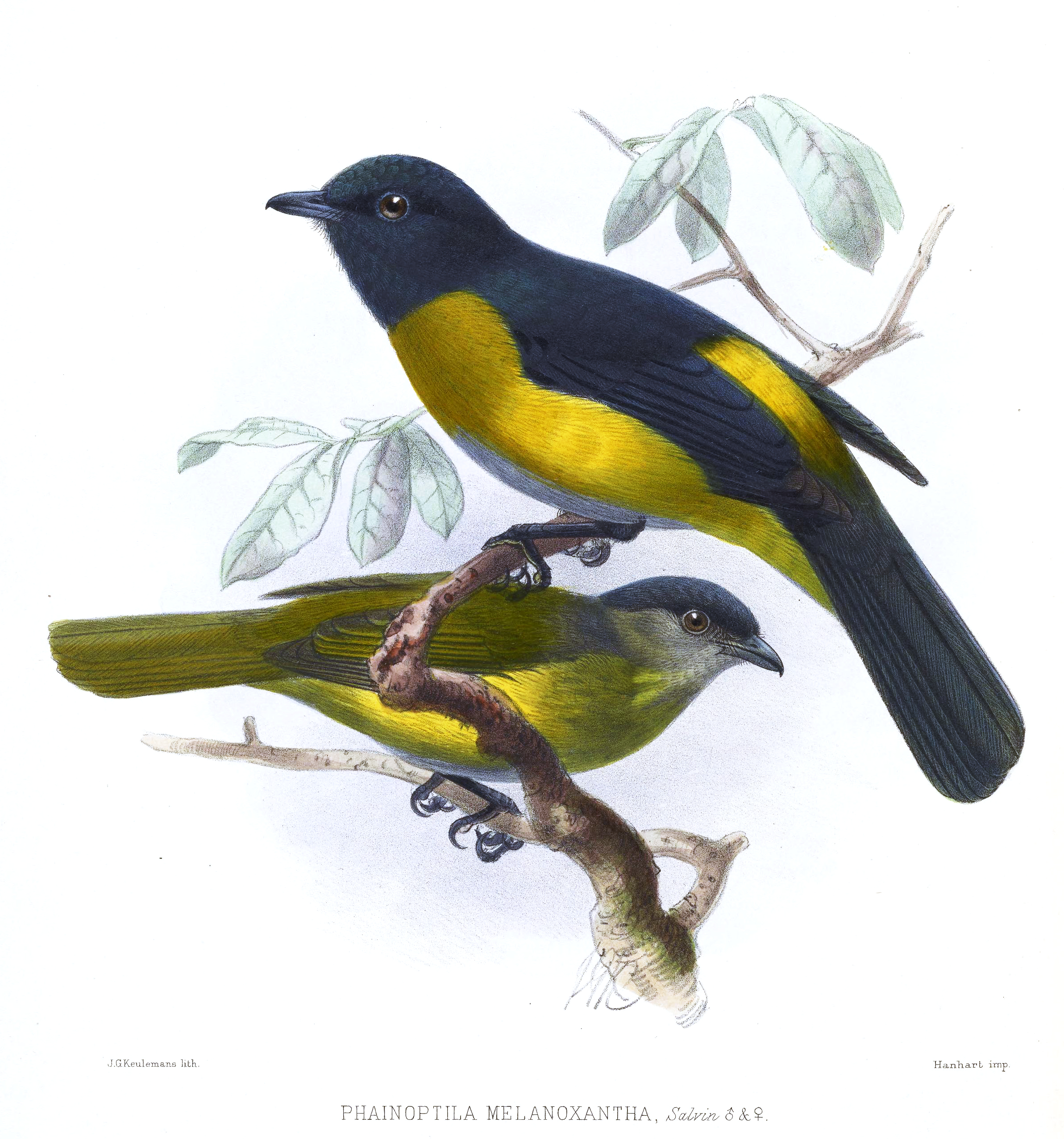
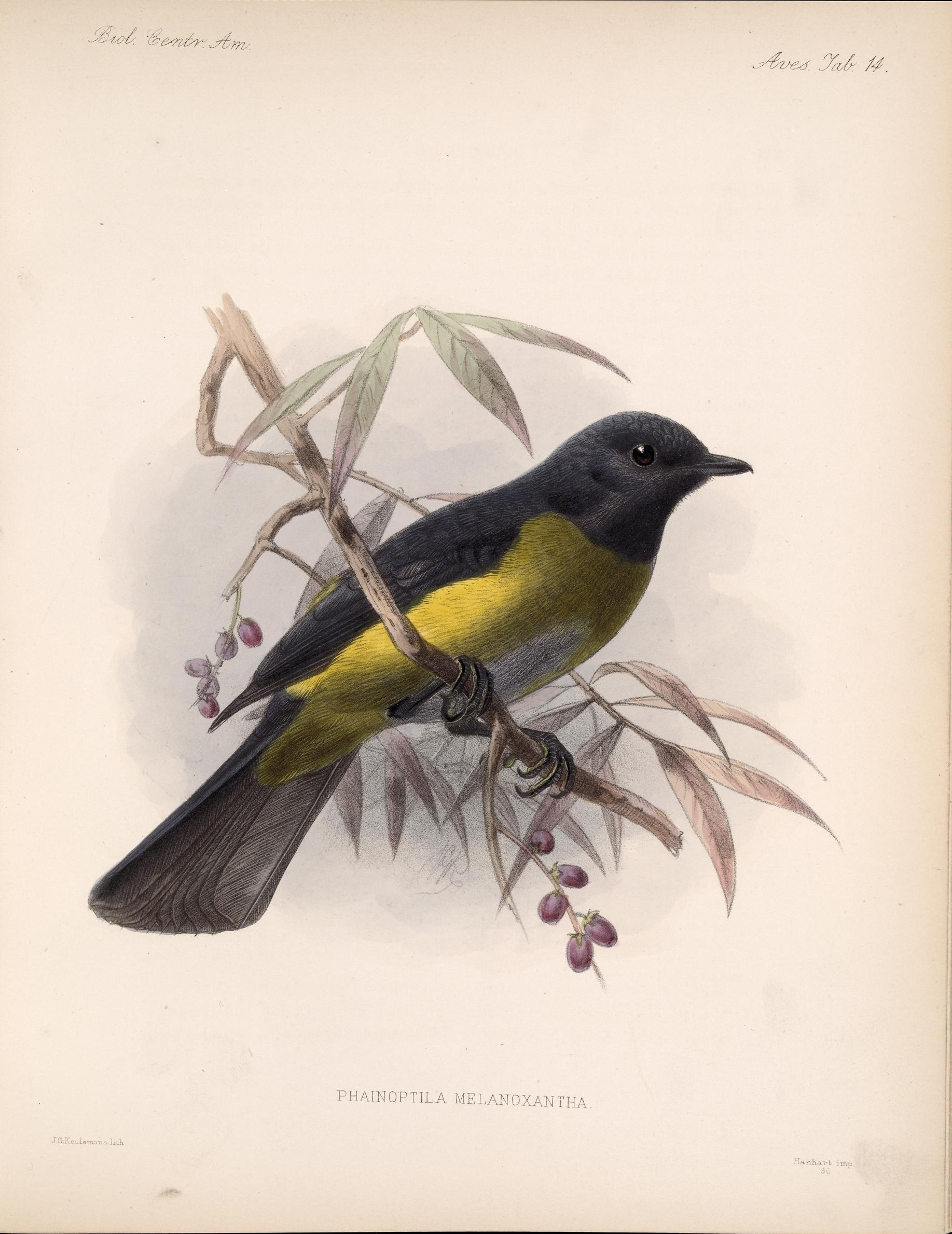

## Utseende
Svartgul silkesflugsnappare är en knubbig tätting med liten näbb. Hanen är mestadels svart ovan med gul övergump. Undersidan är smutsgul på flanker och bröst, medan buken är grå. Honan är olivgrön ovan, med grått huvud och kontrasterande svart hjässa. 

## Utbredning och systematik
Svartgul silkesflugsnappare placeras som enda art i släktet Phainoptila och delas in i två underarter:
- Phainoptila melanoxantha parkeri - förekommer i bergstrakter i norra Costa Rica (Cordilleras de Guanacaste och Tilaran)
- Phainoptila melanoxantha melanoxantha - förekommer i Cordillera central Costa Rica till västra Panama (i öster till Veraguas)

## Levnadssätt
Svartgul silkesflugsnappare hittas i bergsskogar. Den ses vanligen enstaka eller i par på jakt efter frukt. Fågeln rör sig långsamt och ses ofta sitta helt still. 

## Status och hot
Arten har ett rätt begränsat utbredningsområde och tros minska i antal, dock inte tillräckligt kraftigt för att den ska betraktas som hotad. Internationella naturvårdsunionen IUCN listar arten som livskraftig (LC).   Beståndet uppskattas till i storleksordningen 20 000 till 50 000 vuxna individer.